# Canet lo Roig
Pour les articles homonymes, voir Canet et Roig.
Canet lo Roig (en valencien et en castillan) est une commune d'Espagne de la province de Castellón dans la Communauté valencienne. Elle est située dans la comarque de Baix Maestrat et dans la zone à prédominance linguistique valencienne. Elle fait partie de la mancomunidad de la Taula del Sénia.

## Géographie

Localisation de Canet lo Roig
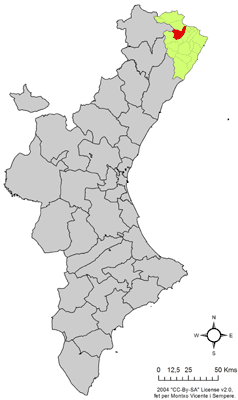
dans la Communauté valencienne.
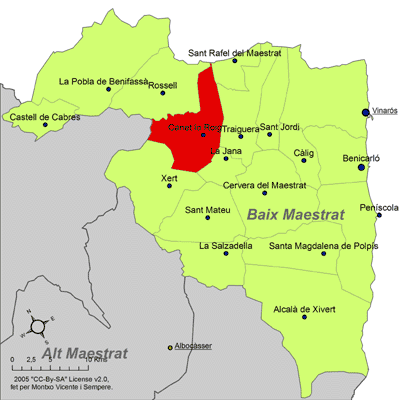
dans la comarque de Baix Maestrat.

### Localités limitrophes
Rosell, San Rafael del Río, Traiguera, La Jana, Chert et Vallibona, toutes de la province de Castellón.

## Démographie
En 1523 elle avait environ 650 habitants ; 2 500 en 1900 et 991 en 1994.
| 1990  | 1992  | 1994 | 1996 | 1998 | 2000 | 2002 | 2004 | 2005 | 2011 |
| ----- | ----- | ---- | ---- | ---- | ---- | ---- | ---- | ---- | ---- |
| 1.099 | 1.024 | 991  | 934  | 914  | 879  | 881  | 909  | 916  | 855  |

## Administration
| Liste des Alcades |                           |           |         |
| Période           | Identité                  | Parti     | Qualité |
| 1979-1983         | Vicente Roca Vidal        | AEI       | -       |
| 1983-1987         | Vicente Martí Marimón     | PSPV-PSOE | -       |
| 1987-1991         | Vicente Martí Marimón     | PSPV-PSOE | -       |
| 1991-1995         | Vicente Martí Marimón     | PSPV-PSOE | -       |
| 1995-1999         | Vicente Martí Marimón     | PSPV-PSOE | -       |
| 1999-2003         | Eleuterio Gimeno Gimeno   | PSPV-PSOE | -       |
| 2003-2007         | Eleuterio Gimeno Gimeno   | PSPV-PSOE | -       |
| 2007-2011         | Eleuterio Gimeno Gimeno   | PSPV-PSOE | -       |
| 2011-2015         | Mª Angeles Pallares Cifre | PP        | -       |

### Élections municipales de 2011
| Élections municipales de 2011           |                           |                |                      |                       |
| Parti                                   | Tête de liste             | Nombre de voix | Pourcentage des voix | Nombre de conseillers |
| PP                                      | Mª Angeles Pallares Cifre | 340            | 55,92                | 4                     |
| Parti socialiste du Pays valencien-PSOE |                           | 264            | 43,42                | 3                     |
| Total                                   | inscrits                  | 621            | -                    | 7                     |

## Économie
Elle est basée traditionnellement sur l'agriculture et l'élevage; il y a très peu d'industries. On trouve seulement une scierie, un moulin à huile et une petite fabrique de corsets.

## Histoire
Les origines de Canet lo Roig remontent à des périodes de l'histoire très anciennes. On a pu recueillir lors de certaines fouilles une céramique correspondant à un peuplement de l'époque finale du bronze et du début de la culture ibère.
Ainsi nous pouvons affirmer que sur la partie haute de la colline existait un village de l'âge du bronze final et du premier Âge du fer, que se maintiendra en ce lieu jusqu'à la romanisation, c’est-à-dire, jusqu'à la fin du IIIe siècle av. J.-C.
Avec la romanisation s'est produit un irréversible changement social et structurel. Les habitants du premier village qui traditionnellement vivaient de l'élevage et de l'agriculture céréalière, ont appris des romains de nouvelles techniques agricoles et d'autres systèmes de production (irrigation, horticulture, arbres fruitiers, villas, etc. ) qui les inciteront à abandonner la colline pour s'établir dans les parties planes et dans les zones fertiles près des rivières, où peut se développer une économie plus efficace.
De cela, il y a de nombreux témoignages archéologiques disséminés sur le Plà dels Vinyets et Font de la Roca, ainsi que dans les environs de la Font del Vilagrós. Il s'agit de vestiges de la culture ibère qui se développa sous l'influence des propriétaires fonciers romains qui ont amené leurs vignes et fermes dans les lieux cités ci-dessus. On a trouvé des pierres gravées et des stèles ibériques, intéressants documents qui nous parlent de personnes autochtones qui devaient jouir d'un niveau social élevé, soit parce qu'ils étaient des chefs ou plus simplement de riches propriétaires. De plus, ces pierres gravées démontrent qu'ils connaissaient l'écriture, ce qui n'est pas fréquent parmi les tribus qui peuplaient cette région à l'époque qui nous occupe. Les hispano-romains ont continué de peupler ces lieux jusqu'à l'arrivée des arabes au VIIe siècle.
Si nous analysons plus profondément l'origine du nom de Canet lo Roig, nous trouvons que le toponyme de Canet se répète plusieurs fois dans des territoires qui dans l'antiquité étaient unis par une même langue et culture, la langue ibérique, sans apparaitre dans d'autres zones. Le toponyme Canet parait se référer à des lieux plus ou moins élevés, comme des monts ou des collines, qui dominent leurs environs. Pour les basques, la racine KAN ou CAN est associée à des mots dont le sens est celui de hauteur, sommet ou cime. Donc il peut être envisagé la possibilité de ce que le toponyme Canet soit un mot archaïque ibère dont la signification devait être quelque chose comme lieu élevé.
Le qualificatif lo Roig, est un ajout postérieur; il apparait documenté pour la première fois dans Escolano, en 1611. Cavanilles en 1795 écrit Canet el Roxo, "parce que la terre est rouge et pour la distinguer de celle qui est en face de Murviedro".
Lors de la reconquête (XIIIe siècle), cette zone fut convertie en frontière entre chrétiens et musulmans, et par conséquent, en zone de luttes et de conflits.

### Les Hospitaliers et l'ordre de Montessa
Les Hospitaliers de l'ordre de Saint-Jean de Jérusalem ont obtenu par donation de Jacques Ier le Conquérant le château de Cervera del Maestre avec tous ses territoires, parmi lesquels figurait Canet; ils ont construit une église fortifiée en haut de la colline à la place de l'ancien village. Logiquement, ils ont choisi la hauteur en suivant la même démarche que les premiers habitants : c'est pour sa situation stratégique. Cette église fortifiée, selon ce qu'affirme Viciana, fut fondée en 1288 avec l'autorisation du commandeur de Cervera, Guillén de Monsorín. La colline fut donc à nouveau urbanisée 1 500 ans après avoir été abandonnée par ses antiques habitants.
Canet lo Roig fut possession de l'Ordre de Montesa depuis le début du XIVe siècle jusqu'au XIXe siècle. En 1540, le dernier Grand Maître de l'Ordre, Francesc Llançol, l'a convertie en ville indépendante.

## Sites et monuments

### Monuments religieux

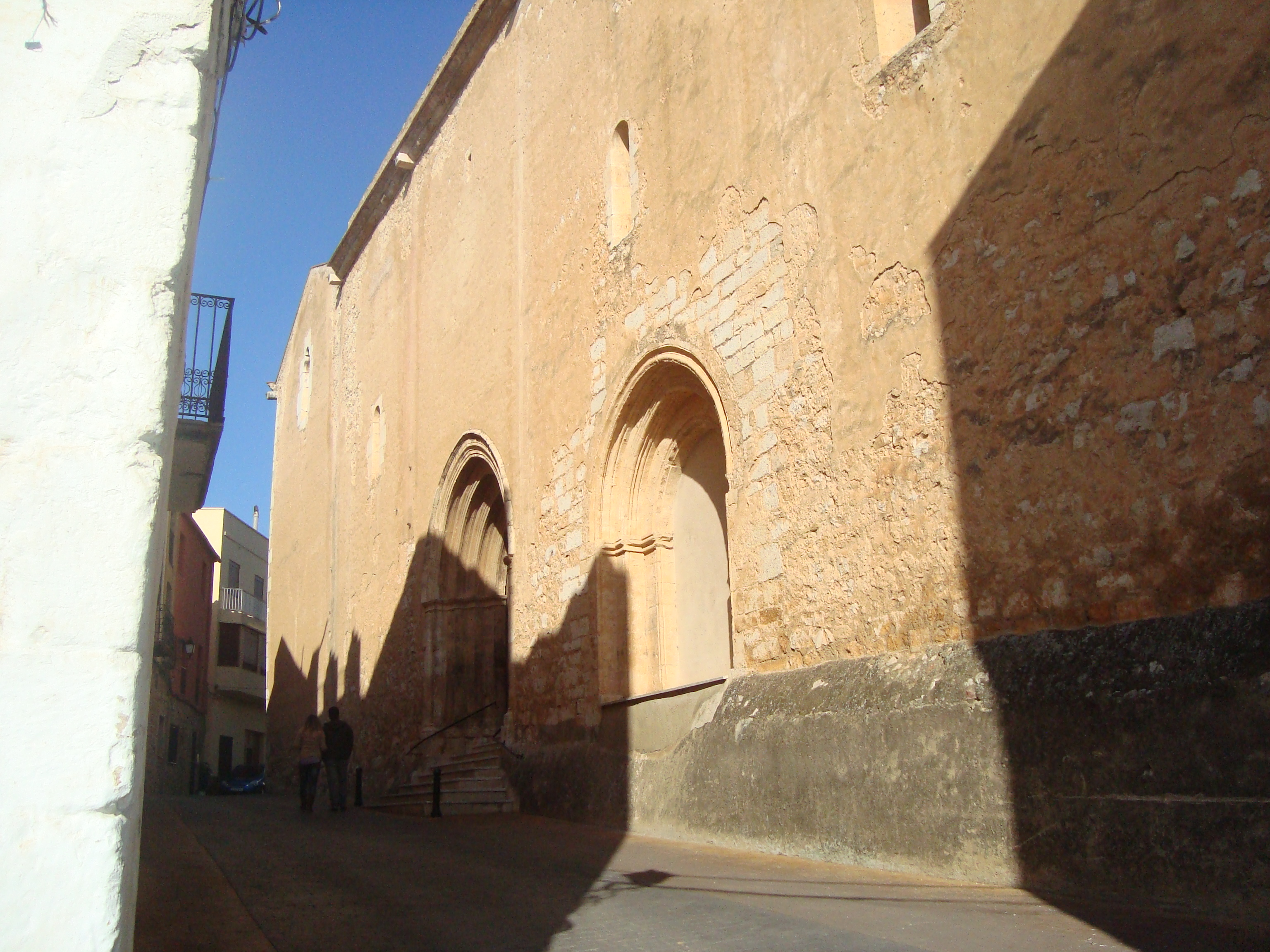
Église de Sant Miquel Arcàngel (Canet lo Roig)

- Église de Sant Miquel Arcàngel (Canet lo Roig)Chapelle de Santa Isabel.

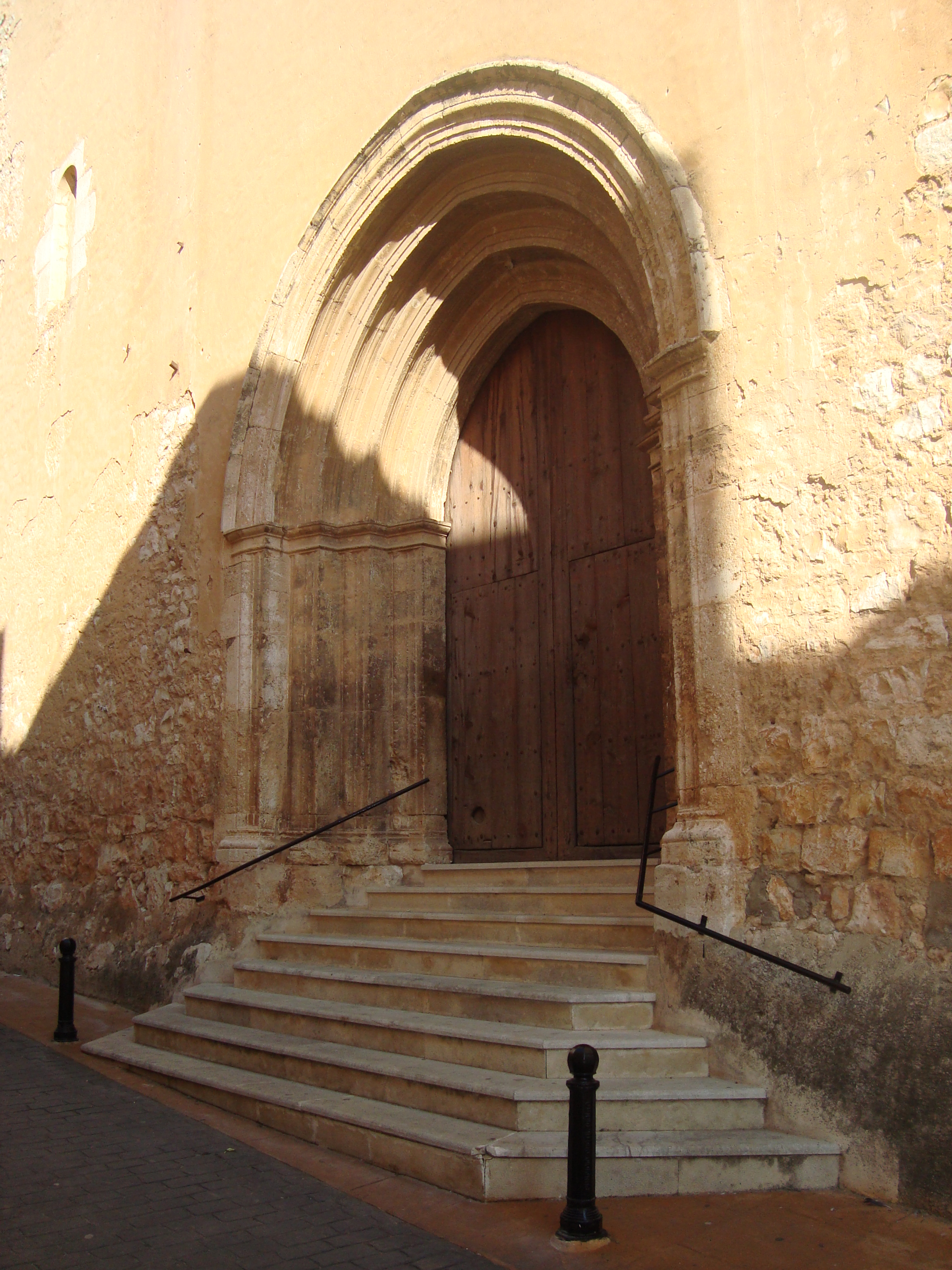
Église de Sant Miquel Arcàngel (Canet lo Roig)

- Chapelle del Calvario.
- Église de Sant Miquel Arcàngel (Canet lo Roig)Église de San Miguel.

### Monuments civils

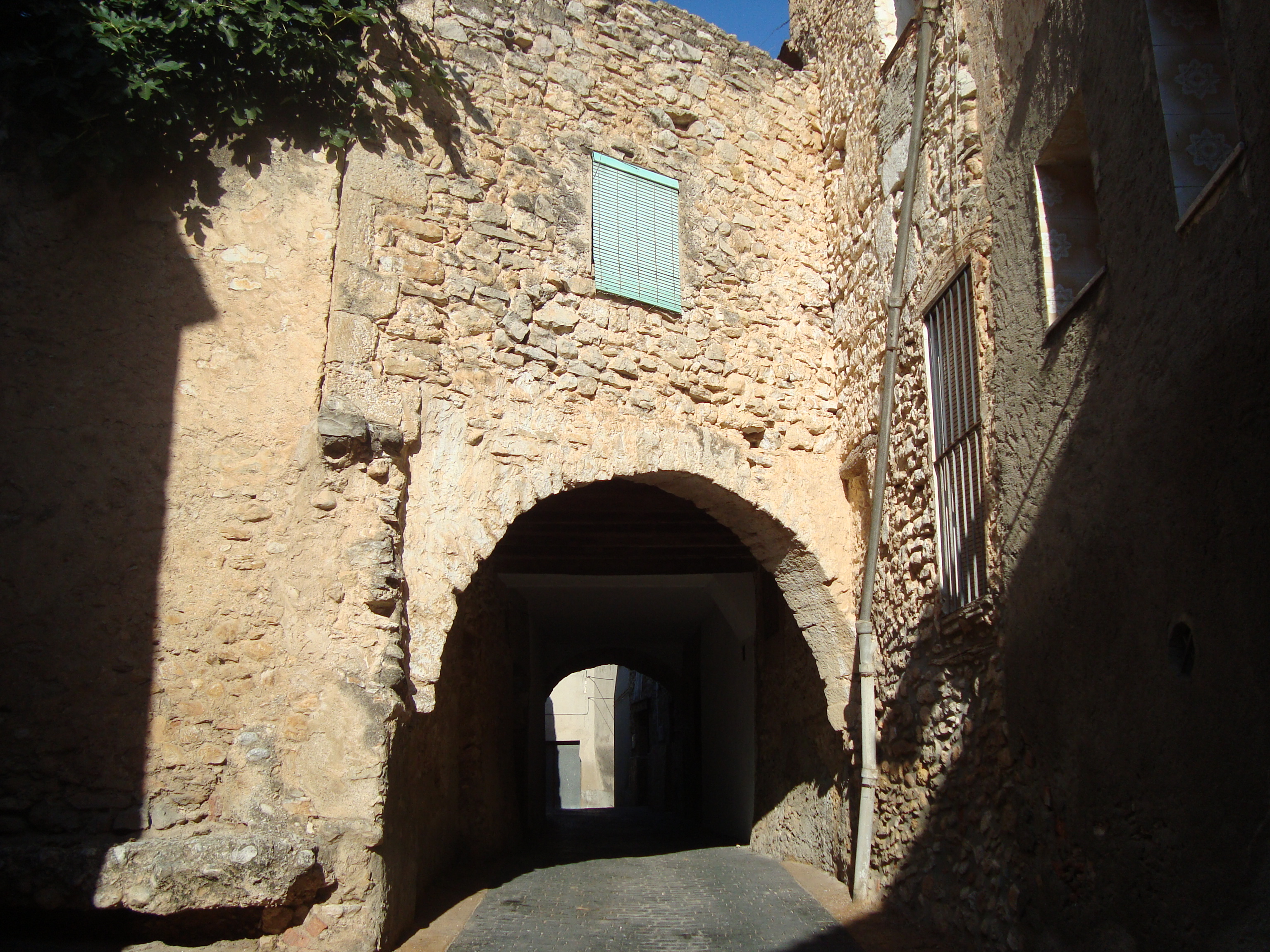
Portalet de Les Mongetades, muralles de Canet lo Roig

- Portalet de Les Mongetades, muralles de Canet lo RoigHogar Juvenil (foyer de la jeunesse).

## Fêtes locales
- Fêtes patronales. En l'honneur de la Vierge d'Août, elles se célèbrent du 8 au 18 août.

## Gastronomie

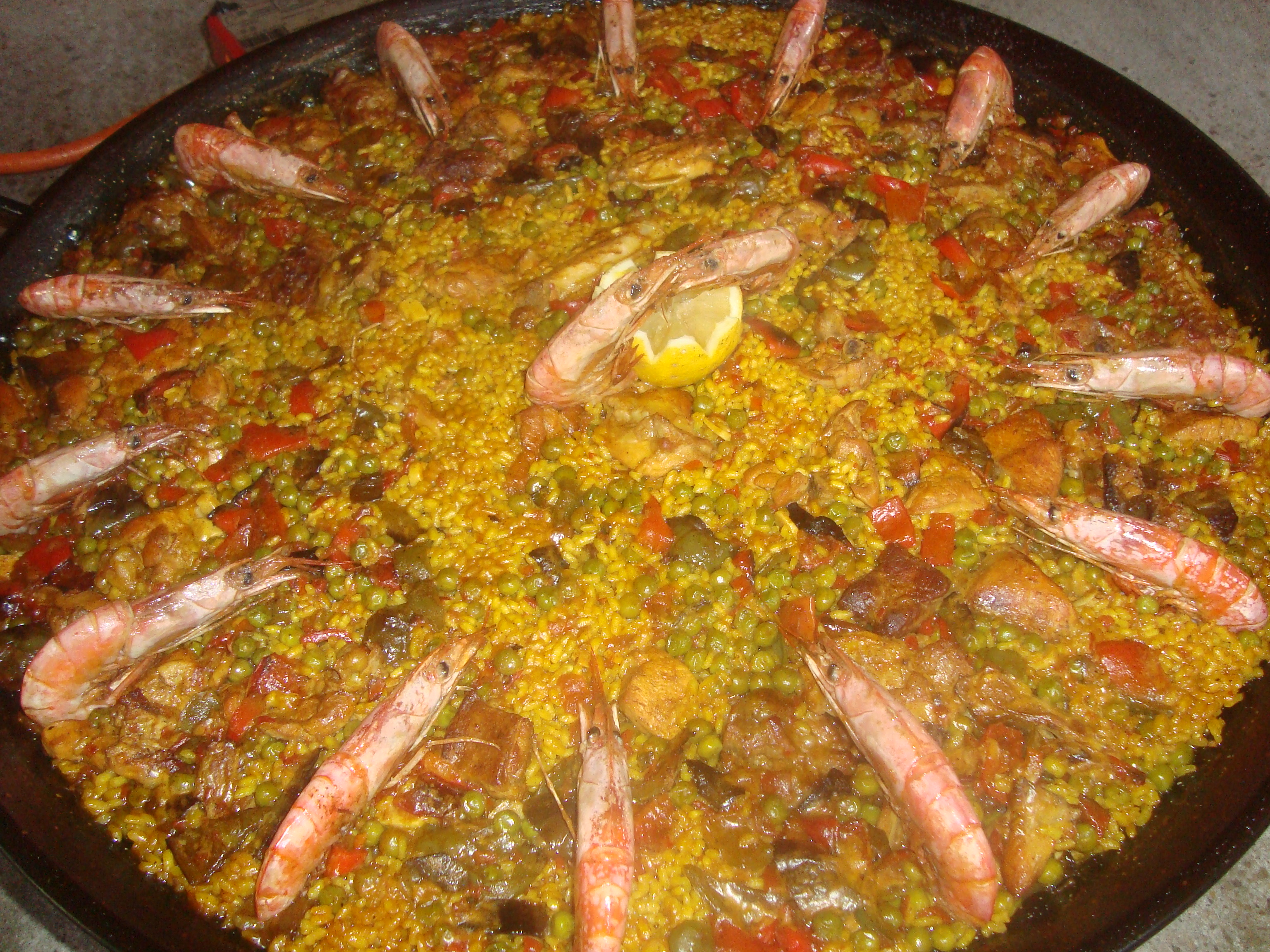
"Paella valenciana", gastronomie.

Comme curiosité gastronomique de la ville existe la coutume que lorsqu'il pleut, les hommes préparent l'aïoli accompagné de hareng.
Parmi les desserts typiques, notons le pastisset.